# Rand Kardex Company
Die Rand Kardex Company (1925–1927), auch unter dem Namen Rand Kardex Bureau Inc.  bekannt, war ein Hersteller von Büromaterial und Aktenschränken.

## Geschichte
Die Rand Kardex Company wurde 1925 durch die Zusammenlegung von The American Kardex Company und The Rand Company‘ gegründet. Die Rand Company war im Jahr 1898 durch James H. Rand gegründet worden und stellte hauptsächlich durchsichtige Register zur Aktenführung her. 1921 gründete der Sohn James Rand Junior die American Kardex Company und stellte Stahlkabinette (Kardex) zur Lagerung der Register her. Die beiden Unternehmen standen in scharfer familiärer Konkurrenz. Als die Stahlkabinette einen durchschlagenden Erfolg auf dem Markt feierten, stieg der Vater in dasselbe Geschäft ein wie der Sohn. 1925 war der Familienstreit beigelegt und die beiden Unternehmen schlossen sich zur Rand Kardex Company zusammen.

### Übernahmen
- 1925 Übernahme der in Neu England beheimateten Index Visible
- 1926 Fusion mit der Library Bureau aus Mellville Dewey und Namensänderung in Rand Kardex Bureau Inc.
- 1926 Fusion mit der Safe Cabinet aus Ohio, welche feuersichere Aktenschränke herstellte.

## Fusion zu Remington Rand
1927 fusionierte die Rand Kardex Bureau Inc. mit der Remington Typewriter Company und der Powers Accounting Machine Company zu Remington Rand. Die Rand Kardex Company wurde als Geschäftseinheit Remington Systems eingebunden.

### Die Zeit nach Remington Rand
1955 wurde Remington Rand durch die Sperry Corporation übernommen. 1978 wurde die Geschäftseinheit Remington Systems verkauft und eine Neue Firma namens Kardex Systems gegründet, später Kardex AG, welche bis heute die Kardex Produkte herstellt.